# گلومیلینو
گلومیلینو (انگلیسی: Glumilino) یک شهرک در شهرستان اوفیمسکی استان باشقیرستان کشور روسیه است.